# Франческо II Гаттилузио
Франческо II Гаттилузио (Francesco II Gattilusio) (ок. 1365 — 26 октября 1403/1404) — архонт Лесбоса с 1384.
Третий сын Франческо I Гаттилузио и его жены Марии Палеолог — сестры византийского императора Иоанна V.
Во время сильного землетрясения, случившегося на острове Лесбос 6 августа 1384, обрушился княжеский замок, и погибла вся семья, кроме младшего сына — Джакопо Гаттилузио. Он и был провозглашён новым архонтом под именем Франческо II. Первые 3 года находился под опекой дяди — Никколо Гаттилузио, сеньора Эноса.
В ноябре 1388 г. присоединился к коалиции в составе Родосского ордена, короля Кипра Якова I, генуэзцев Хиоса и Галаты, воевавшей с турецким султаном Мурадом.
В июне 1397 г. по просьбе Бусико выделил (с последующим возвратом) 110 тысяч дукатов (из общей суммы в 200 тысяч) на выкуп 25 знатных людей, попавших в плен во время битвы при Никополе (1396). Ещё 40 тысяч заплатил его дядя Никколо Гаттилузио.
Имя и происхождение жены Франческо II не известны. Возможно, она была родственницей византийского императора Мануила.
Франческо II умер необычной смертью. Во время многодневной охотничьей экспедиции он заночевал на втором этаже бунгало. Ночью его укусил скорпион, он громко вскрикнул, и все приближённые бросились к нему на помощь. Деревянный пол под тяжестью большого количества людей провалился, и архонт Лесбоса умер в результате того, что упал вниз и был придавлен.
Известно шестеро его детей:
- Джакопо (ум. 1428), архонт Лесбоса с 1403/04
- Дорино I (ум. 1455), архонт Лесбоса с 1428
- Паламеде, сеньор Эноса (1409—1455)
- Ирена — жена Иоанна VII Палеолога, мать Андроника V Палеолога
- Елена, жена сербского князя Стефана Лазаревича
- Катерина, жена Пьетро Гримальди, барона Буэйля.